# ناحیه چیپه‌وا (شهرستان مکوستا، میشیگان)
ناحیه چیپه‌وا (به انگلیسی: Chippewa Township) یک منطقهٔ مسکونی در ایالات متحده آمریکا است که در شهرستان میکوستا، میشیگان واقع شده است. ناحیه چیپه‌وا ۹۱٫۸ کیلومتر مربع مساحت و ۱٬۲۳۹ نفر جمعیت دارد و ۳۳۵ متر بالاتر از سطح دریا واقع شده است.